# J. Walter Christie

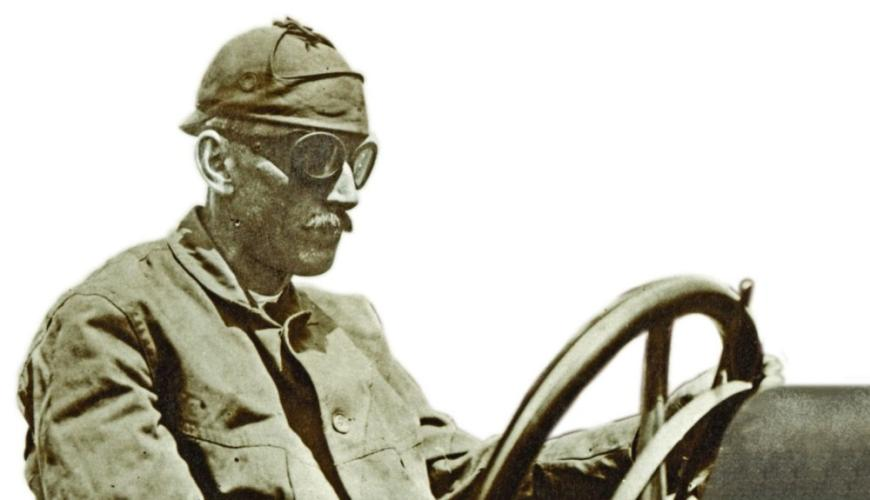
J. Walter Christie.

J. Walter Christie (6 de mayo de 1865 - 11 de enero de 1944) fue un ingeniero e inventor estadounidense, conocido sobre todo por sus diseños de tanques, y especialmente por el sistema de suspensión que lleva su nombre (suspensión Christie). Uno de sus diseños fue comprado por el Ejército Rojo y sirvió de base para el famoso tanque T-34 soviético utilizado durante la Segunda Guerra Mundial.

## Diseñador de tanques

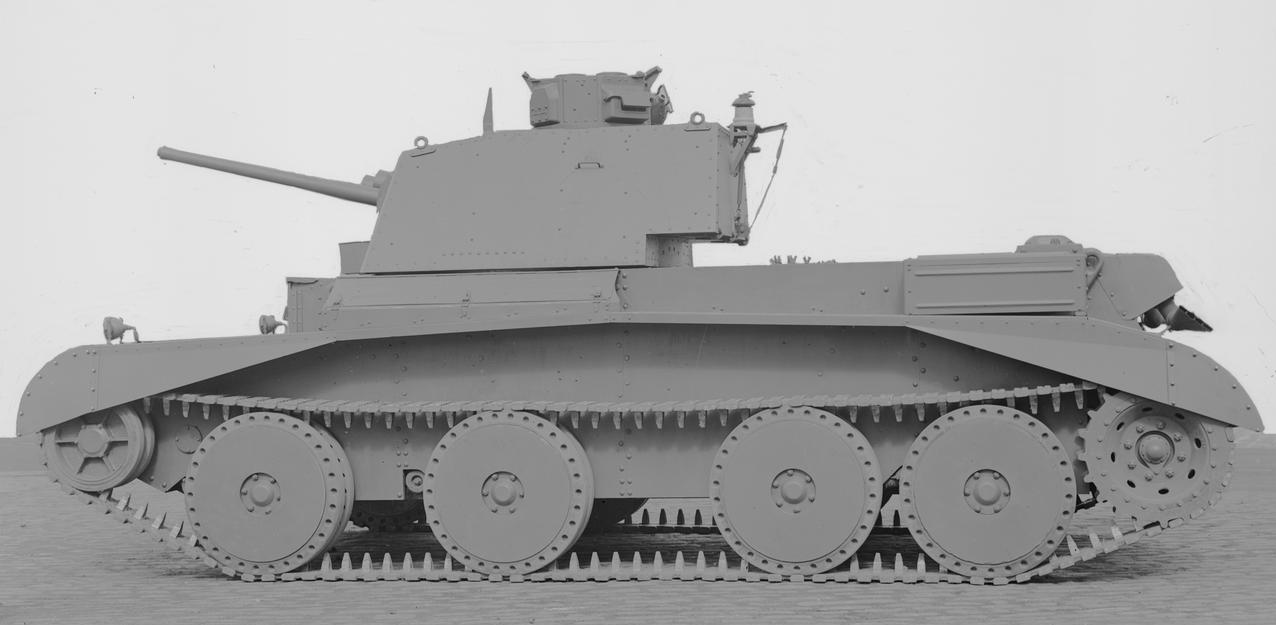
Tanque Cruiser Mk-III.

Su primer diseño de tanque fue el M1928 (por el año de su creación), pero éste no fue aceptado por el Ejército de Estados Unidos por lo que Christie decidió buscar clientes en Europa, como el ejército de Polonia. El ejército británico le compró uno de sus diseños que se convertiría en el tanque de crucero Cruiser Mk III.

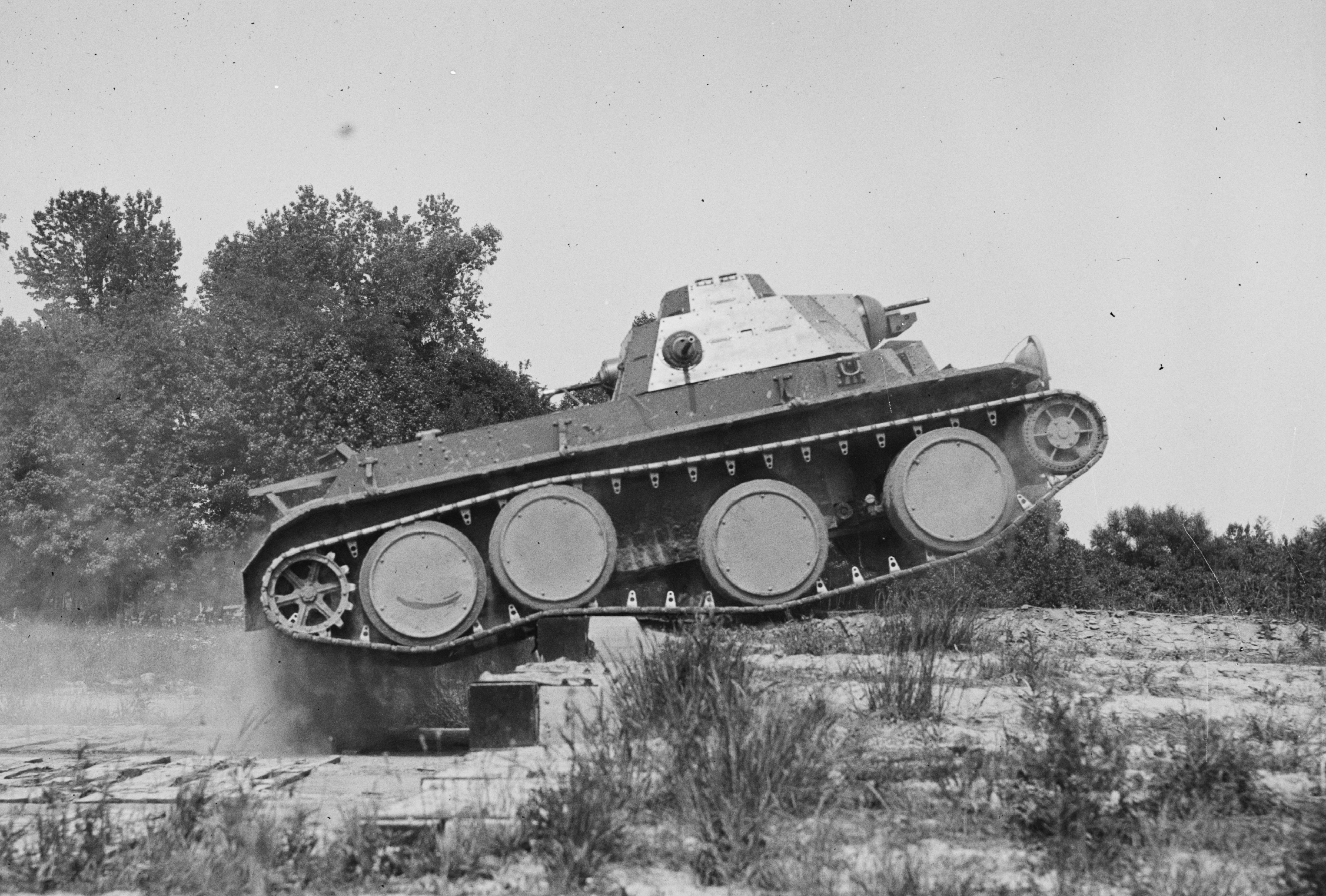
Tanque T3E2 con suspensión Christie, cruzando un obstáculo durante una prueba en 1936.

El Ejército Rojo también se mostró interesado por sus tanques y le compró dos unidades, como «tractores agrícolas» ya que iban sin torretas. Lo que más apreciaron los expertos soviéticos fue el sistema de blindaje inclinado (del 40%) en la parte frontal con lo que aumentaba su resistencia a los proyectiles antitanques y sobre todo su innovador sistema de suspensión variable de muelle helicoidal (conocido precisamente como suspensión Christie) que permitía a los tanques desplazarse fácilmente campo a través. Partiendo de este modelo, combinado con el diseño del tanque Vickers que habían comprado a los británicos, los ingenieros soviéticos crearon sus propios modelos: el A-20, el A-32 (el BT) y finalmente el famoso T-34, ideado por el equipo de ingenieros de la Fábrica de Locomotoras Komintern (KhPZ) de Járkov encabezado por Mijaíl Koshkin (el motor de gasolina fue sustituido por uno diésel; se blindó todo el perímetro del tanque y se le dotó de un cañón principal más potente de 76 mm).
Christie también diseñó un tanque anfibio capaz de cruzar ríos, cuyas pruebas las realizó en el Potomac y en el Hudson. Aunque no podía ser utilizado en las aguas costeras porque se hundía, su idea fue utilizada años después para crear los vehículos de desembarco de tracción por orugas (o LVT, por sus siglas en inglés), utilizados durante la Segunda Guerra Mundial.